# Castrecías
Castrecías és una entitat local menor pertanyent al municipi de Rebolledo de la Torre, a la comarca de Páramos (província de Burgos, Castella i Lleó, Espanya). El 2009, tenia uns 29 habitants.

## Dades generals
Està situat a la vall formada pel riu Monegro, afluent del Pisuerga amb sortida natural cap a la localitat palentina de Pozancos, a 20 km per carretera, al nord, de la capital del municipi, Rebolledo de la Torre. Aquesta distància es redueix a 3 escassos km. si es travessa la ‘Peña de la Mesa’ que les separa. La Magdalena, al nord, separa aquesta vall de la de Valdelucio.

## Història
Castrecías fou antigament un municipi de Castella la Vella, que formava part de la Cuadrilla de Valdelucio al Partit de Villadiego (codi INE- 095027). Era un dels catorze municipis que formaven la Intendència de Burgos, durant el període comprès entre 1785 i 1833, al Cens de Floridablanca de 1787, jurisdicció de senyoriu essent el seu titular el Duc de Frías, alcalde pedani. Al Cens de 1842 comptava amb 29 llars i 84 veïns.
Entre els anys 1847 i 1857 Castrecías perd la categoria de municipi i s'integra en el de Rebolledo de la Torre.

## Monuments

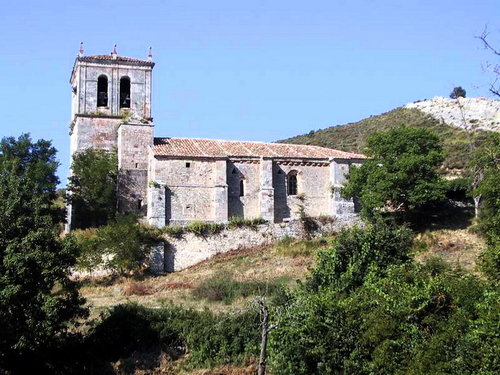
Església Parroquial de Santa María la Mayor.

Destaca l'església parroquial de Santa María la Mayor, temple parroquial de la localitat, també coneguda com a Santa María la Real. És dependent de la parròquia de Los Barrios de Villadiego, a l'arxiprestat d'Amaya.
Es conserven restes de la primitiva construcció romànica: l'hemicicle absidal, el presbiteri i la portada, amb sis arquivoltes apuntades sobre jambes i columnes. Especial atenció mereix la seva escultura romànica, malgrada la seva cronologia tardana, dins dels anys finals del segle xii o primers del xiii. L'any 2005 fou inclosa en el Pla d'Intervenció del Romànic.
La decoració està molt deteriorada als capitells, amb imatges bíbliques: Pecat original, Fugida cap a Egipte, Maternitat de Maria, etc.. Així, on millor es pot apreciar les característiques tècniques d'aquest escultor és a les arquivoltes, on els cossos de les figures queden completament amagats per uns amples mantells i túniques amb abundants plegaments. Aquests s'aconsegueixen a base de marcades incisions a bisel, com es pot veure també al tors despullat d'una figura que es podria identificar amb un tosc Pantocrator.
Altres monuments de la localitat són l'ermita de la Virgen del Monte i el Castell del Moro, situat a 1.032m d'altitud, dominant la población. Nord.

## Personatges il·lustres
- Mariano Alonso Fuente (1881-1935),[5] religioso Marista amb el nom d'Hermano Laurentino, beatificat junt amb altres 498 víctimes de la persecució religiosa durant la Guerra Civil Espanyola, el 28 d'octubre de 2007 a Roma[6]